# 1.º Corpo Blindado (Polônia)
O 1º Corpo Blindado (em polonês/polaco:  1 Korpus Pancerny) foi uma formação blindada do Exército Popular Polonês durante 1944-1945. O corpo entrou em combate na Alemanha em 1945. Mais tarde naquele ano, as unidades subordinadas do corpo foram dispersas para guarnições na Polônia, e o próprio corpo foi desativado em outubro de 1945.

## História
O 1º Corpo Blindado (comparável em tamanho a uma divisão blindada dos exércitos ocidentais do mesmo período) completou sua formação em setembro de 1944 e foi então subordinado ao comando supremo das forças polonesas que haviam sido estabelecidas pela URSS na frente oriental. O treinamento da unidade continuou até fevereiro de 1945 em Chełm. A organização do corpo era a de um corpo de tanques soviético.
O corpo apoiou os ataques do 2º Exército polonês na direção de Dresden a partir de 16 de abril de 1945. O corpo quase havia chegado a Dresden quando foi chamado de volta em 22 de abril para contra-atacar as unidades alemãs que atacavam em Bautzen. O corpo então ajudou a selar o flanco ocidental da penetração alemã.
De 4 a 11 de maio de 1945, o corpo participou da Ofensiva de Praga, uma grande operação soviética que forçou a rendição do Grupo de Exércitos Centro alemão. Ao final da operação, o corpo cruzou a fronteira com a Tchecoslováquia e estava perto da cidade de Mělník. Após o fim das operações de combate, o 1º Corpo Blindado foi transferido para Görlitz. O corpo voltou a entrar na Polônia entre 20 e 21 de maio. Suas unidades subordinadas foram posteriormente dispersas e o próprio corpo foi desativado em 5 de outubro de 1945.
De 1949 a 1952 e de 1955 a 1957, outra formação do Exército polonês foi designada "1º Corpo Blindado". Esta unidade, no entanto, não carregava as tradições do 1º Corpo Blindado "Dresden" durante a guerra. Ao contrário da unidade de guerra, a segunda formação era um corpo real na estrutura, comandando duas divisões.

## Comandantes
- Cel. Jan Rupasow (agindo 26 VII - 4 VIII 1944)
- Cel. Siergiej Fomińskij (agindo 4 VIII - 26 IX 1944)
- Gen. Brig. Józef Kimbar (26 IX 1944 – X 1945)

## Ordem de batalha
O 1º corpo era composto pelas seguintes unidades (equipamento listado como era pouco antes do corpo entrar em combate em abril de 1945):
- QG do corpo
- 1ª Brigada de Infantaria Mecanizada (Polônia)
- 2ª Brigada Blindada Sudety - 65 tanques T-34-85, 6 meias-lagartas antiaéreas M-17
- 3ª Brigada Blindada Dresden - 65 tanques T-34-85, 6 M-17 meias-lagartas antiaéreas
- 4ª Brigada Blindada Dresden - 65 tanques T-34-85, 6 meias-lagartas antiaéreas M-17
- 24º Regimento de Artilharia Blindada Dresden - 21 canhões autopropulsados SU-85
- 25º Regimento de Artilharia Blindada Dresden - 21 canhões autopropulsados ISU-122
- 27º Regimento de Artilharia Blindada Dresden - 21 canhões autopropulsados SU-76
- Além de inúmeras formações de apoio adicionais